# 圣阿芒迪佩克
圣阿芒迪佩克（法語：Saint-Amans-du-Pech）是法国南部-比利牛斯大区 塔恩-加龙省的一个市镇，属于卡斯特尔萨拉桑区 蒙泰居德屈埃尔西县。该市镇2009年时的人口 为216人。

## 人口
圣阿芒迪佩克人口变化图示
| 数据来源：INSEE |